# Saint-Léonard, New Brunswick
Saint-Léonard är en ort i Kanada.   Den ligger i countyt Comté de Madawaska och provinsen New Brunswick, i den östra delen av landet, 600 km öster om huvudstaden Ottawa. Antalet invånare är 2 700.